# Лора Смит Хавиленд
Лора Смит Хавиленд (20 декември 1808 – 20 април 1898) е американска аболиционистка, суфражетка и социален реформатор.

## Биография
Родена в квакерско семейство в Канада, Хавиленд се мести да живее в САЩ през 30-те години на 19. век, където основава Логанското женско антиробско общество (1832 г.). Семейството ѝ устройва първото убежище от мрежата на Подземната железница в Мичиган. Основателка е още на организация за бежанци в Онтарио и преподава в училище са афроамерикански деца в Мичиган.